# Aldair Fuentes
Aldair Amarildo Fuentes Sigal, noto semplicemente come Aldair Fuentes (Pisco, 25 gennaio 1998), è un calciatore peruviano, centrocampista del Cusco.

## Caratteristiche tecniche
È un mediano.

## Carriera

### Club
Cresciuto nelle giovanili dell'Alianza Lima, ha esordito in prima squadra il 9 aprile 2017 disputando l'incontro di Campeonato Descentralizado vinto 1-0 contro il Juan Aurich.
Il 4 settembre 2020 viene acquistato dagli spagnoli del Fuenlabrada.

### Nazionale
Con la nazionale Under-20 peruviana ha preso parte al Sudamericano Under-20 2017.

## Palmarès

### Competizioni nazionali
- Campionato peruviano: 2

Alianza Lima: 2017, 2022